# Fanni Jefimovna Kaplan
Fanni Jefimovna Kaplan, egyéb nevei: Fejga Hajmovna Rojtblat-Kaplan, de a vezetékneve Rojtman, Reutemann vagy Rothman is lehetett, (oroszul: Фанни Ефимовна Каплан), (Volhinai kormányzóság, 1890. február 10. – Moszkva, 1918. szeptember 3.) hivatásos forradalmár, Lenin merénylője.

## Élete
Hétgyermekes családban született, testvérei közül az egyetlen volt, aki nem tanult szakmát. 15 éves volt, amikor kapcsolatba került az anarchista mozgalommal, ahol a Dora fedőnevet kapta. Hivatásos forradalmár lett.
Mivel 1906-ban résztvevője volt egy pokolgépes merényletnek, élethossziglani kényszermunkára ítélték. Büntetését előbb a Málcev börtönben kezdte letölteni, ahol rendszeresen meztelenre vetkőztetve nyírfabotokkal verték, azután Szibériában folytatta.
1917. március 3-án szabadult ki, azonban ekkora már majdnem teljesen megvakult és a fejfájás is folyamatosan gyötörte. Azután ábrándult ki Leninből, amikor a bolsevik párt szétkergette a nemzetgyűlést, valamint az összes politikai pártot betiltotta és a breszt-litovszki békét is aláírta.
Kaplan előzőleg méregbe mártott golyókkal kísérelte megölni Lenint, mivel biztosra akart menni. 1918. augusztus 30-án délelőtt Moszkvában, amikor Lenin egy gyárlátogatásról távozott, Kaplan a nevét kiáltotta és háromszor rálőtt. A háromból két lövés találta el Lenint, az egyik állon, a másik felkaron. A harmadik csak a kabátját lyukasztotta át.
Mivel Lenin tartott egy újabb merénylettől, nem vonult kórházba, hanem a Kremlbe hívatta az orvosokat, akik az életét megmentették, de közölték, hogy a golyókat csak steril körülmények között tudnák kiműteni testéből. Az orvosok véleménye szerint a makacssága miatt ekkor szerzett olyan sérüléseket, amelyek későbbi agyvérzéséhez és halálához hozzájárultak.
A CSEKA emberei elfogták Kaplant, aki a következőket vallotta: „A nevem Fanni Kaplan. Ma rálőttem Leninre. Egyedül cselekedtem. Nem mondom meg, hogy kitől szereztem a revolverem, és nem közlök több részletet. Már régen elhatároztam, hogy megölöm Lenint, mert a Forradalom árulójának tartom. Akatujban voltam száműzetésben, mert részt vettem egy cári hivatalnok elleni merényletben. 11 évet töltöttem kényszermunkával. A Forradalom után kiszabadultam. Pártoltam az Alkotmányozó Nemzetgyűlést, és pártolom még most is.” Ezt követően a CSEKA szeptember 3-án a moszkvai Kreml udvarán kivégezte.
A korabeli sajtó kigúnyolta Kaplant, Charlotte Corday-hoz, Jean-Paul Marat gyilkosához hasonlította, aki feleslegesen ölt, ugyanis már nem tudta megállítani az eseményeket. Leninről másnap közölték, hogy visszautasította az orvosok segítségét és életveszélyes sebesülése dacára már a saját lábán áll, újságot olvas és a forradalom fölött is éberen őrködik.
Fanni (vagy Dora) Kaplan személye körül sok a tisztázatlan dolog. Egyes történészek azon az állásponton vannak, hogy nem is ő volt a merénylő, ugyanis az őt elfogó csekások vallomásai ellentmondóak, illetve Kaplan fizikailag képtelen lett volna végrehajtani a gyilkosságot (annak ellenére, hogy gyűlölte Lenint), mivel szinte vak volt, és az egészsége annyira leromlott a szibériai fogságot követően, hogy javarészt szanatóriumokban töltötte idejét. Egyesek feltételezik, hogy Kaplan nem egyedült cselekedett, csupán ő viselte a felelősséget.